# Lijst van Belgische adelsverheffingen 1940
Personen die in 1940 in de Belgische adel werden opgenomen of een adellijke titel verkregen, net voor het uitbreken van de Tweede Wereldoorlog.

## Graaf
- Baron Robert Capelle, de titel van graaf, overdraagbaar bij eerstgeboorte en met uitbreiding van de titel baron op alle andere afstammelingen.
- Roger Carpentier de Changy (1895-1980), erfelijke adel en de titel van graaf, overdraagbaar bij eerstgeboorte.
- Jonkheer Hubert Carton de Wiart (1901-1963), ambassadeur, de titel van graaf, overdraagbaar bij eerstgeboorte.

## Baron
- Ernest Jaspar (1876-1940), architect, erfelijke adel en persoonlijke titel baron.
- Jonkheer Edouard du Roy de Blicquy (1866-1942), de titel baron, overdraagbaar bij eerstgeboorte.

## Jonkheer
- Paul Fontainas (1881-1964), hoogleraar, erfelijke adel.
- Albert Michotte, hoogleraar, erfelijke adel.